# Administrations territoriales au Québec par région
Cet article recense les administrations territoriales des régions administratives du Québec.
Le palier supra-local est constitué de 88 municipalités régionales de comté et de 16 territoires équivalents pour un total de 104 entités supra-locales.
Le palier local est constitué de 1 122 municipalités locales, 96 territoires non organisés et 30 réserves indiennes pour un total de 1 248 subdivisions administratives.
| Carte des 17 régions administratives du Québec.                                                                                       |
| 10 8 7 4 14 15 16 5 17 3 12 1 11 6 13 11 2 9 OCÉAN · ATLANTIQUE Baie · d'Hudson Baie · James Baie · d'Ungava Golfe du · Saint-Laurent |

| No | Région                        |
| -- | ----------------------------- |
| 01 | Bas-Saint-Laurent             |
| 02 | Saguenay–Lac-Saint-Jean       |
| 03 | Capitale-Nationale            |
| 04 | Mauricie                      |
| 05 | Estrie                        |
| 06 | Montréal                      |
| 07 | Outaouais                     |
| 08 | Abitibi-Témiscamingue         |
| 09 | Côte-Nord                     |
| 10 | Nord-du-Québec                |
| 11 | Gaspésie–Îles-de-la-Madeleine |
| 12 | Chaudière-Appalaches          |
| 13 | Laval                         |
| 14 | Lanaudière                    |
| 15 | Laurentides                   |
| 16 | Montérégie                    |
| 17 | Centre-du-Québec              |

### Listes
- Administration territoriale au Québec
- Région administrative du Québec
- Liste des régions administratives du Québec par PIB
- Liste des municipalités régionales de comté du Québec
- Liste des municipalités du Québec
- Liste des organisations territoriales du Québec
- Liste des territoires non organisés du Québec
- Liste des territoires hors MRC
- Liste des entités territoriales autochtones au Québec
- Liste des anciennes municipalités du Québec